# Tarcsai Szabó Tibor
Tarcsai Szabó Tibor született Szabó Tibor (Gödöllő, 1955. október 28. –) magyar író, meseíró.

## Életrajz
Tanulmányait szülővárosában a Petőfi Sándor Általános Iskolában kezdte, majd a Török Ignác Gimnáziumban (1970–74) folytatta. Sorkatonai szolgálata alatt (1975-76) zenészként tagja volt a Kerényi Miklós Gábor (KERO) vezette Periszkóp irodalmi színpadnak. A Gödöllői Agrártudományi Egyetemen (1976–1981) diplomázott üzemszervező agrármérnökként. 
Évekig foglalkozott sakkfeladványszerzéssel, többszörös magyar bajnok, öt évig a Sakkfeladványszerző Bizottságának elnöke. Magyar sakkfeladványszerző nagymesteri és FIDE-mester címet szerzett. Nyolc évig játszott basszusgitárosként a dr.Rock nevű zenekarban, ahol együtt zenélt az Omega együttes dobosával, Debreczeni Ferenccel (Ciki). 
Hobbija a fotózás, fényképeivel már több FIAP-helyezést ért el. Nemzetközi fotóversenyeken elért helyezései alapján 2020-ban elérte az AFIAP (Nemzetközi Fotóművészeti Szövetség Művésze) címet. Nős, két fia van: Viktor (1980) és Dávid (1982). Hosszú ideig Kistarcsán élt (innen a felvett "Tarcsai" írói név), jelenleg a Pest vármegyei Péteri községben él.
Íróként a Kistarcsai Kulturális Egyesület irodalmi pályázatán tűnt fel 1998-ban, amelyen 1. díjat nyert Ha elfogynak a mesék című írásával. Ezt követően vette fel a Tarcsai Szabó Tibor írói nevet, amelyen könyveit és írásait közreadta.

## Művei
- Pamuhihőke és Sámsemék – mesék (Ciceró Kiadó, 2000)
- A jajszárnyú fecskerigó – mesék (Ciceró Kiadó, 2001)
- Micsoda város! – meseregény (Ciceró Kiadó, 2003)
- Az állat én vagyok! – szatírák (Realsystem Kiadó, 2003)
- Az elvarázsolt város – meseregény (Ciceró Kiadó, 2005)
- Segítség, megszöktünk! – meseregény (General Press Kiadó, 2007)
- Abszurdánia – e-könyv (Underground Kiadó, 2019)

## Feldolgozások
Műveiből az alábbi feldolgozások születtek:
- Devecsery László: A két kis pék kalandjai (Pamuhihőke és Sámsemék – dramatizált mese)
- Az Erdei Színház, A tó, A néma erdő, Ki a legerősebb, Sámsemék szobrot készít c. mesék (2003-tól) a DMK Alföld Gyermekszínpada és Főnix Diákszínpada, valamint a debreceni Másik Gyermekszínház feldolgozásában (vez.: a Csokonai-díjas Várhidi Attila)
- A kis pesti zsoké és a fáraó leánya – animációs film (Papp Barnabás, Takács Anikó – 55. Országos Függetlenfilm Fesztivál, 2008 – Alkotói díj)
- Pamuhihőke és Sámsemék – animációs film (Papp Barnabás)